# أحمد المحروس
أحمد المحروس لاعب كرة قدم سعودي ويلعب في الظهير الأيسر والجناح الأيسر في نادي الصفا.
لعب سابقاً في أندية الصفا والترجي و الثقبة و المزاحمية و الخلود .